# Dyspontius tristanensis
Dyspontius tristanensis is een eenoogkreeftjessoort uit de familie van de Artotrogidae. De wetenschappelijke naam van de soort is voor het eerst geldig gepubliceerd in 1964 door Wiborg.